# 秋山ゆずき
秋山 ゆずき（あきやま ゆずき、1993年4月14日 - ）は、日本の女優、元アイドル。レディバード（フロム・ファーストプロダクション）所属。埼玉県出身。旧芸名は橋本 柚稀（はしもと ゆずき）。

## 略歴
- 2008年、「橋本 柚稀」名義でジュニアアイドルとしてデビュー。
- 2010年8月、劇団空感エンジン『奴ら 〜海よ、オレの母よ〜』にて初舞台にしてヒロイン役を演じる。
- 2012年、芸名を「秋山 ゆずき」に変更して芸能活動を再開[1]。
- 2014年7月、アクトアイドル「アリスインアリス（二期）」に加入。
- 2015年8月、個人活動に専念するため、アリスインアリスを卒業。
- 2016年3月31日をもってフィットワンを退所。芸能活動はフリーで継続。
- 2016年5月15日よりベニバラ兎団に所属。その後、退団。
- 2017年、映画『カメラを止めるな!』のヒロインとして出演。同作は翌年より一般劇場公開。
- 2018年6月より、アイドルユニット「EVERYDAYS」のメンバーとしてアソビシステムに所属[2]。後述のようにグループアイドル活動も行う。
- 2019年1月、Friend-Ship Project第16弾『祝!春日、結婚します!』にてテレビドラマ初主演[3][4]。
- 2019年5月30日をもって「EVERYDAYS」を卒業。アソビシステムには引き続き女優として所属。
- 2019年11月公開の映画『ゾンビランド:ダブルタップ』で吹き替えに初挑戦[5]。
- 2020年9月より株式会社レディバードに所属となる。

## 人物
- ジュニアアイドルとしてのグラビア活動に始まり、モデル、舞台役者、グループアイドルと多様な遍歴を持つ。ただし褒められた経験が薄く、唯一褒められたのが役者としてだった[6]。「カメラを止めるな!」でのヒロイン役で注目を浴び、10年間全方向で行ってきた経験が生きたという。
- 趣味：映画鑑賞
- 特技：クラシックバレエ、水泳
- 愛称：ゆずゆず
- 将来の夢：シンデレラになる事
- 好きな香り：大のバニラ好き
- 愛犬：ワワ（ポメラニアン）
- 愛兎：ココ（ウサギ）
- 愛猫︰くく（キジトラ）
- 愛猫︰きき（クロネコ）

## 出演

### 舞台
2010年
- 劇団空感エンジン「奴ら〜海よ、オレの母よ〜」（2010年8月26日 - 29日、東銀座・エアースタジオ）
- 劇団空感エンジン「描きかけの絵日記」（2010年9月23日 - 27日、東銀座・エアースタジオ）
- 劇団空感エンジン「ホッチキス」（2010年11月13日 - 21日、新宿・SPACE107）

2011年
- 劇団空感エンジン「YAMAO」（2011年4月6日 - 10日、東日本橋・アクアスタジオ）

2013年
- アリスインプロジェクト「アリスインデッドリースクール オルタナティブ[7]」風組（2013年3月20日 - 24日、新馬場・六行会ホール） - 宍戸舞 役
- K.B.S.Project「SING!」
  - 東京公演（2013年6月5日 - 9日、池袋・東京芸術劇場シアターウエスト）
  - 大阪公演（2013年6月14日 - 16日、弁天町・世界館）
- アリスインプロジェクト×まつだ壱岱「戦国降臨ガールズ[8]」天組（2013年7月3日 - 7日、新馬場・六行会ホール） - 上杉南 役
- 真里亜2013御殿場実行委員会「真里亜〜その愛の果てに〜」（2013年10月26日 - 27日、御殿場・御殿場市民会館） - 金子麻衣 役
- ゴブレイシアター「まいっちんぐマチコ先生2」（2013年11月19日 - 24日、池袋・シアターKASSAI） - 大奈美久 役
- 女神座ATHENA「ルクリアクリア」（2013年12月21日 - 23日、西早稲田・ラビネスト）

2014年
- 愛。ちょい 旗揚げ公演「特攻のマクベス」（2014年1月28日 - 2月2日、下北沢・シアター711） - 馬場久子 役
- アリスインプロジェクト「RIN-RIN-RIN〜ヒーローはいつも君のそばにいる〜[9]」月組（2014年2月26日 - 3月2日、池袋・シアターKASSAI） - 吉沢朝陽 役、インフルエンザのため3月1日に途中降板。
- アリスインプロジェクト「時空警察ヴェッカー改 ノエルサンドレ[10]」（2014年4月23日 - 27日、下北沢・小劇場B1） - オラクル・マス 役
- 愛。ちょい プロデュース「十二夜」（2014年6月4日 - 8日、池袋・シアターKASSAI） - （初ヒロイン）オリヴィア 役
- アリスインプロジェクト「おうちに帰るまでが遠足です[11]」（2014年7月13日 - 17日、池袋・シアターKASSAI） - 聖地巡礼ガールズ 飯能ゆずき 役
- モラトリアムパンツ「恋する小説家」（2014年7月30日 - 8月4日、下北沢OFF・OFFシアター） - ヒロイン 南川奈緒 役
- 愛。ちょい プロデュース「ヴェニスのSHOW IN ショーニン」（2014年9月23日 - 28日、下北沢・Geki地下Liberty） - （初主演・初座長）ヒロイン 星谷雅美 役
- アリスインプロジェクト「戦国降臨ガール・ReBirth[12]」（2014年10月29日 - 11月3日、新馬場・六行会ホール） - 緒川百華 役
- 劇団「秦組」「くるくると死と嫉妬」（2014年12月3日 - 11日、東池袋・あうるすぽっと） - 大久保朋子 役
- アリスインプロジェクト「セブンフレンズ セブンミニッツ[13]」（2014年12月20日、新馬場・六行会ホール） - 日替わりゲスト 竹内珠子 役

2015年
- タンバリンステージ「マジカル・リバース・ワールド」（2015年3月4日 - 8日、西新宿・新宿村LIVE） - コック ユーア 役
- 愛。ちょい プロデュース「リングのマクベス〜ファイアー女子プロレス〜」（2015年4月30日 - 5月4日、中目黒・ウッディシアター） - 主演 マクベス世志子 役
- OFFICE BLUE「石影さま、京都行くってよ〜激闘赤谷編〜」（2015年5月20日 - 24日、中野・テアトルBONBON） - おあき 役
- u-you.company15th STAGE 稲盛美優presents「ハッピーゴー☆アンラッキー」（2015年6月17日 - 22日、下北沢・Geki地下Liberty） - 放課後美少女ミステリー倶楽部 小春花子（コバル） 役
- ベニバラ兎団 Produce Theater 8th STAGE「ワタシ、シノブカイ。」（2015年10月7日 - 12日、池袋・シアターKASSAI） - 主演 竹内陽菜 役
- アフリカ座「げき★えん2 〜キャスティングプロデューサー〜」（2015年11月27日 - 12月1日、池袋・シアターグリーンBIG TREE THEATER） - 小春花子（コバル） 役
- ベニバラ兎団本公演 vol.18「絢爛ベルエポック」（2015年12月16日 - 20日、CBGKシブゲキ!!） - 花魁・勝山（かつやま） 役

2016年
- LOVE&FAT FACTORY ファイヤー女子プロレスリング 第二回公演「リングのマクベス2〜リングはハムレット〜」（2016年2月17日 - 21日、中目黒・ウッディシアター） - 主演 マクベス世志子 役
- ベニバラ兎団本公演 vol.19「平安シャングリラ！〜いいな極楽、鳴くな鶯、宮中烈伝〜」（2016年3月23日 - 27日、銀座・博品館劇場） - 清少納言 役
- 第26回下北沢音楽祭《特別オープニング作品》「Friday the 13th ～週末の13怪談～」（2016年6月28日 - 7月3日、下北沢・楽園）
  - オムニバス作品（「もういいかい」/「登山のススメ」/「赤い女」に出演）
- ベニバラ兎団 プロデュースシアター9th STAGE「圧倒的 DRAMATIC 少女」（2016年7月26日 - 31日、目白・シアター風姿花伝） - ダブル主演 桐山美里（遠山伊織） 役
- フライドBALL企画 vol.16「あっとうてきに愛してる」（2016年9月15日 - 18日、高円寺・明石スタジオ） - ヒロイン チャコ（遠藤茶子） 役
- アリスインプロジェクト「戦国降臨ガールインターナショナルTOKYO・完全版[14]」（2016年10月7日 - 10日、築地・ブディストホール） - 紅花 役
- ベニバラ兎団本公演 vol.20「パライソの海 ー小さな花の夜露に映る月ー」（2016年11月30日 - 12月4日、新宿・新宿村LIVE） - 亀川椿 役

2017年
- ホットポットクッキングpresents vol.2「憑依だよ！栗山ハルコさん！」（2017年1月13日 - 19日、赤坂・赤坂REDシアター） - チアガール、セレブのお嬢様、スケバン、アカネ（幽霊） 役
- アリスインプロジェクト「DANCE DANCE DANCE! 踊りが丘学園〜これが私の舞活動〜[15]」（2017年2月9日 - 19日、池袋・シアターKASSAI） - 参子 役
- ベニバラ兎団 Produce Theater 13 Stage「優しい電子回路」（2017年4月4日 - 9日、新宿御苑前・サンモールスタジオ） - 主演 テンカ 役
- 東出有貴プロデュース「LOST SWORD」（2017年5月9日 - 11日、座・高円寺2） - ホムラ 役
- E-dess Project『王国』（2017年7月26日 - 30日、中野 ザ・ポケット） - トリプル主演・小倉麻衣 役
- SS企画『追放選挙』（2017年8月23日 - 27日、新宿・新宿村LIVE） - ノーリ 役

2018年
- 舞台『Over Smile』（2018年9月13日、CBGKシブゲキ!!） - ウェイトレス 役（日替わりゲスト）

2019年
- 朗読劇『ぼくは明日、昨日のきみとデートする』（2019年3月13日、オルタナティブシアター） - 福寿愛美 役（日替わりキャスト）[16] ※2019年3月30日にCSテレ朝でテレビ放送
- 音楽劇『Zip&Candy』（2019年7月4日 - 14日、俳優座劇場） - 主演 ジップ / キャンディー 役（公演ごとに役変更）[17]
- 舞台『かいけつゾロリとなぞのスパイ・ローズ』（2019年9月7日・8日、シアター1010 / 14日、安城市民会館 / 15日、アイプラザ豊橋 / 28日、成田国際文化会館 / 29日、久喜総合文化会館 / 10月5日、名古屋市公会堂 / 6日、フェニーチェ堺） - ヒロイン ローズ 役[18]

2020年
- 劇団岸野組三十周年記念公演『十姉妹は大空を舞う夢を見た 〜酔いどれ遊次と五人の女〜』（2020年7月15日 - 19日、本多劇場）[19]

2024年
- 舞台『ドレミの歌』（2024年5月9日 - 12日、東京芸術劇場 シアターウエスト / 5月18日・19日、長久手市文化の家 風のホール）[20]

### 映画
- 「恋する小説家[21]」（2011年8月、監督・脚本・編集：上田慎一郎） - ヒロイン・南川奈緒 役
- YUMORE FiLMs「お姉妹[22]」（2012年、監督：小林勇太） - 彩香 役
- 「こたつと、みかんと、殺意と、ニャー。」（2013年11月、監督：梶野竜太郎） ※声のみ
- 「ナポリタン[23]」（2016年、監督：上田慎一郎）
- 「白兵奇襲隊コンバットキャッツ」（2017年7月、監督：石川二郎）（2017年7月1日 - 7日、渋谷・ユーロライブ） - 小野田千穂 役
- 「カメラを止めるな!」（2017年11月、監督・脚本・編集：上田慎一郎）（2017年11月4日 - 16日、新宿・K’s cinema、2018年6月23日 - ） - 松本逢花 役（劇中劇役名：千夏）
- 「COMPLY+-ANCE」（2020年2月、監督：齊藤工） - 主演
- 「成れの果て」（2021年12月、監督・企画・編集：宮岡太郎） - 今井絵里 役[24]
- 「ロード・オブ・ONARI 〜未来へつなぐ想い〜[25]」（2022年1月、監督・脚本：酒井善史） - 川口市産業振興課職員・藤枝美咲 役
- 「湯道」（2023年2月23日公開、監督：鈴木雅之） - 細井幸恵 役[26]
- 「恋愛終婚」（2024年10月18日、監督：岡元雄作） - 佐伯歩美 役[27][28]
- カーリングの神様（2024年11月8日、監督：本木克英） - 鈴木あゆみ 役[29][30]

### テレビドラマ
- ハンマーセッション!（2010年7月、TBS）
- 妖怪女学園（2014年10月、千葉テレビほか） - 磯女唯乃 役
- 科捜研の女 スペシャル（2018年10月14日、テレビ朝日系） - 久井絵里 役[31]
- スキャンダル専門弁護士 QUEEN 第1話（2019年1月10日、フジテレビ） - 蒼井ゆず季 役[32]
- 祝!春日、結婚します!〜おまえ!オードリー解散って本気で言ってんのか?〜（2019年1月14日 - 2月2日、テレビ東京） - 主演・白川カナ 役（春日俊彰（オードリー）とダブル主演）[3]
- カメラを止めるな! スピンオフ ハリウッド大作戦!（2019年3月2日、AbemaTV） - 松本逢花 役（劇中劇役名：千夏） ※2019年3月21日劇場公開
- 仮面ライダージオウ 第40話（2019年6月23日、テレビ朝日） - 遠藤サユリ 役[33]
- びしょ濡れ探偵 水野羽衣 第3話（2019年7月17日、テレビ東京） - 水村かけみ 役[34]
- 知らない人んち(仮)〜あなたのアイデア、来週放送されます!〜（2019年11月5日 - 26日、テレビ東京） - キャン 役[35]
- オンラインシネマ「10年後の梨奈へ」（2020年5月22日、ABEMA）[36]
- 年下彼氏 第18話「あの頃から好きでした」（2020年6月7日、朝日放送テレビ） - ヒロイン・小鳥遊弥生 役[37]
- 銀座黒猫物語 第2話 銀座夏野編（2020年7月23日、関西テレビ） - タケウチ マリ 役[38]
- 絶メシロード 2021年元日スペシャル（2021年1月2日、テレビ東京） - 民生の同僚 役
- オー!マイ・ボス!恋は別冊で（2021年1月12日 - 3月16日、TBS） - 和田和美 役[39]
- 結婚できないにはワケがある。（2021年4月18日 - 6月20日、朝日放送テレビ） - 春本サツキ 役[40]
- 今野敏サスペンス 機捜235（テレビ東京） - 大久保実乃里 役
  - 第2作（2021年7月19日）
  - 第3作（2022年5月16日）
  - 機捜235×強行犯係 樋口顕（2023年1月27日 - 3月10日、テレビ東京・BSテレ東）
- 恋です!〜ヤンキー君と白杖ガール〜（2021年10月6日 - 12月15日、日本テレビ） - 白田綾香 役
- 勝手にライブをしやがれ!!（2021年12月30日、サンテレビ） - ヒロイン・ハル 役[41]
- 悪女（わる）働くのがカッコ悪いなんて誰が言った? 第9話（2022年6月8日、日本テレビ） - 谷村 役
- イケメン共よ メシを喰え（2022年7月10日 - 9月25日、テレビ大阪・BSテレ東） - 堀みずき 役[42]
- 日本統一 関東編（2023年4月14日 - 6月16日、日本テレビ） - 洋子 役[43]
- 正義の天秤 Season2 第3話（2023年5月20日、NHK総合） - 河本咲都子 役
- CODE-願いの代償- 第1話・第4話（2023年7月2日・23日、読売テレビ・日本テレビ） - 工藤泉 役
- ●●ちゃん 第2章「高学歴ちゃん」（2023年9月25日・10月2日、朝日放送テレビ） - 主演・貴子 役[44]
- 青島くんはいじわる 第1話（2024年7月6日、テレビ朝日） - 雪乃の友人 役[45]
- 警視庁ゼロ係〜スカイフライヤーズ〜（2024年7月22日、テレビ東京） - 加藤伊都子 役[46]
- 記憶捜査SP3 新宿東署事件ファイル（2025年3月10日、テレビ東京）- 井山明日花 役 [47]
- ダメマネ! -ダメなタレント、マネジメントします-第2話（2025年4月27日、日本テレビ） - スタッフ 役

### Vシネマ
- 日本やくざ抗争史 関東城北戦争（2014年） - クミコ（本屋店員） 役

### テレビ
- TBSテレビ「ランク王国」
- 千葉テレビ・TOKYO MX 「真夜中のお馬鹿騒ぎ」
- BS11 「乙女の天然水」#34
- TOKYO MX「あしたのSHOW」（2018年2月15日・22日）
- フジテレビ「痛快TV スカッとジャパン」
  - 第136回「ショートショートスカッと」（2018年8月13日） - OL 小松美和 役
  - 第152回「ショートショートスカッと」（2019年1月14日）
- 日本テレビ「踊る踊る!さんま御殿!! 超話題バカ売れ芸能人 秋のグルメ大豊作祭り」（2018年9月4日）[48]
- 毎日放送「お笑いジャイアントキリング～棒しばり漫才王決定戦～」（2018年9月7日）
- フジテレビ「逃走中 ハンターと進撃の恐竜」（2019年1月5日）ドラマパート出演[49]
- 日テレプラス「松原タニシのホラー学〜創造するコワイ世界〜」（2019年7月20日 - ）[50]

### CM
- J:COM「わたしの見たい『LOVE激白会 映画・ネイチャー』」篇・「わたしの見たい『LOVE激白会 スポーツ・旅・紀行』」篇（2018年） - ネイチャーLOVER 役[51]
- リクルート「SUUMO 濱田さんの新着」編（2019年）[52]
- 大塚製薬「ボディメンテ『飲んどきゃよかった/出社』篇」（2020年）[53]
- 四国水族館（2020年）

### DVD
橋本柚稀名義
- 「ゆずキッス」 （2008年7月、ぶんか社Chu→Bohレーベル）[54]
- 「Chu→Kiss(チュキ)」 （2008年11月、ぶんか社Chu→Bohレーベル）
- 「Cookie 橋本柚稀」 （2010年6月）

秋山ゆずき名義
- 「ゆずゆず」（2013年11月、@misty）[55]

### WEB
- ニコニコ生放送 「加藤沙耶香のゆず、今日ニコ生あるけど来る？」（2014年5月 - 2015年9月）
- @misty 「＠ミスティグラビア」
- BWH 「アイドル＆グラビアムービー」
- ShowRoom生放送配信「コンバットガールズ『戦いは始まったばかり』」（毎週月曜日20時30分）（2015年9月）
- ShowRoom生放送配信「秋山ゆずきのYuzuki☆Story」（2017年3月 - ）
- CinemaCafeレポート
  - 【ディズニー】Xmasのシーをインスタに! 編集部超こだわりスポット7選[56]（2017年12月）
  - 【ディズニー】Xmasフード大特集! 雰囲気満点な4大スペシャルメニュー[57]（2017年12月）
  - 【ディズニー】にっこにこミッキーパンに思わず笑顔！「スウィートハート・カフェ」の35周年メニュー[58]（2018年6月）
- 今際の国のアリス シーズン2（2022年12月22日、Netflix） - メイサ 役[59]

### オーディオブック
- ミシン（2019年） - 「世界の終わりという名の雑貨店」「ミシン」朗読[60]

### 吹き替え

#### 映画
- ゾンビランド:ダブルタップ（2019年、リトルロック〈アビゲイル・ブレスリン〉[5]）

## ユニット活動
- 「エプロン宮殿」（2008年 - 2012年） - 倉田みなとの2人組アイドルユニット。
- アクトアイドル「アリスインアリス[61]（二期）」（2014年7月 - 2015年8月） - アリスインアリスの項を参照のこと
- 「聖地巡礼ガールズ」（2014年7月 - 10月） - アリスインプロジェクト「おうちに帰るまでが遠足です」にて結成された（加藤茜、秋山ゆずき、花梨、加藤夏子）。第2回アニ玉祭（アニメ・マンガまつりin埼玉）[62]オフィシャルサポーター。インターネットラジオ「鷲崎健の2h」に出演（2014年10月3日）。
- 「コンバットガールズ」（2016年9月 - ?） - 映画『白兵奇襲隊コンバットキャッツ』（石川二郎監督、大蔵愛主演）の出演メンバで結成されたユニット。2017年の映画公開に向けて、宣伝活動やShow Roomにて生放送配信を行う。クラウドファンディング目標総額100万円を掲げ、全国的に支援者を呼びかける[63]。
- 「EVERYDAYS」（2018年7月7日 - 2019年5月31日） - ライブ配信アプリ『17 Live』のライバー（配信者）7人で結成。秋山は金曜日を担当[64]。2019年5月24日第4回定期公演が卒業公演となった[65]。